# František Franěk
Plukovník ve výslužbě Ing. František Franěk, krycím jménem Černý Franta, (18. ledna 1912 Dobřejovice – 22. července 1995), byl účastník československého protinacistického odboje.
V roce 1930 ukončil úspěšně studium střední elektrotechnické školy a v říjnu téhož roku nastoupil základní vojenskou službu. Díky znalosti Morseovy abecedy, byl zařazen k radiorotě 3. telegrafního praporu v Trnavě. V roce 1936 získal jako radioamatér volací značku OK1FR.
Věnoval se stavbě a konstrukci radiotelegrafických zařízení pro odboj, prováděl úpravy vysílačů dovezených z Anglie. Na přelomu července a srpna 1939 uskutečnil první rádiové spojení Obrany národa se stanicí zahraničního vedení odboje ve Varšavě.
16. prosince 1939 byl zatčen gestapem a po dvouletém věznění 3. prosince 1941 v Berlíně odsouzen k 15 letům vězení.
Do vlasti se vrátil 18. května 1945. Po zotavení se vrátil k práci v armádě. Za činnost v odboji byl vyznamenán Československým válečným křížem 1939.
Po válce dlouhou dobu vyučoval radiotechniku na vojenské katedře elektrotechnické fakulty ČVUT.
Po ukončení vojenské služby pracoval v podniku Tesla-Radiospoj v Praze Podbabě.
Zemřel po krátké nemoci 22. července 1995.